# Nam Woo-hyun
Nam Woohyun (em coreano: 남우현; 8 de fevereiro de 1991)  mais conhecido como Woohyun (em coreano:우현), é um cantor, compositor e ator sul-coreano. Ele é integrante e vocalista principal do boy group sul-coreano INFINITE.
Ele oficialmente fez sua estreia como artista solo maio 2016 com seu primeiro mini-álbum "Write.." Inclui um total de 7 canções (6 mais uma faixa escondida), 4 das quais são auto-compostas.

## Biografia
Nam Woo Hyun nasceu e cresceu em Seul, Coreia do Sul. Graduou-se no Dong-ah Institute of Media and Arts, com especialização em música aplicada. Ele tem um irmão mais velho, Nam Boo Hyun, que é o proprietário de um popular restaurante de churrasco chamado "먹&삼 생고기집" localizado em Suyu, Seul.
Em uma entrevista com 10asia, Woohyun declarou que ele originalmente aspirava a ser um jogador de futebol. No entanto, ele finalmente percebeu seu próximo sonho de se tornar um cantor quando ele estava no ensino médio. Ele fez um teste no Woollim Entertainment para seguir uma carreira na música como cantor solo. Ele passou na audição com um cover de Stevie Wonder "Lately". Nesse ponto, ele foi aceito em Woollim juntamente com 2 outras agências, uma das quais sendo YG Entertainment. Ele finalmente decidiu ir com Woollim e começou a treinar como um trainee.
Antes de estrear com INFINITE, Woohyun era um modelo para um shopping center ao lado de Junhyung do Highlight e Jiyeon do T-ARA. Ele competiu no "6th Hello Star Contest" performando "U Go Girl" de Lee Hyori. Em uma de suas primeiras aparições de transmissão, ele desempenhou o papel principal no vídeo da música KooPD para 귀가 멀어 em 2007. Mais tarde, em 2009, ele apareceu no "소녀펀치 (Girl Punch)" da Mnet com a música "하기 힘든 말 (Words that are hard to say)" de Lee Seung-gi).
Bem conhecido por seu fan service, Woohyun gastou 3 milhões de wons para dar aos fãs anéis de prata e flores durante o INFINITE's 2013 World Tour, One Great Step.

## Carreira

### 2010-13: Debut com INFINITE e atividades individuais
Woohyun fez sua estreia oficial como o principal vocal do boy group INFINITE em 9 de junho de 2010. Em setembro de 2011, Woohyun se juntou ao "Immortal Songs 2" como um membro fixo. Sua primeira performance no show foi ao ar em outubro de 1. Em 1º de novembro, foi anunciado que ele estaria deixando o show devido as futuras promoções japonesas de INFINITE, e seu último episódio foi ao ar 05 de novembro. Mais tarde, ele fez duas aparições mais adicionais sobre o show uma vez sozinho em janeiro de 2012, e novamente com o companheiro de grupo Sunggyu em dezembro de 2012.
Em 2012, sua carreira no teatro musical começou com um papel de apoio no musical Gwanghwamun Sonata. Woohyun e Sunggyu compartilhavam o papel de Jiyong, o filho da liderança feminina. O musical correu na Coreia de 3 de janeiro a 11 de março de 2012 e no Japão de 4 de janeiro a 6 de janeiro de 2013.
Woohyun fez seu primeiro papel como ator em agosto de 2012, com um pequeno papel no drama "The Thousandth Man".  Em dezembro de 2012, Woohyun foi selecionado para fazer parte da equipe de projeto do Gayo Daejun em 2012 chamada "Dramatic Blue", juntamente com Yoseob do Highlight, Jo Kwon do 2AM, G.O do MBLAQ e Niel do TEEN TOP. Sob a bandeira "The Color of K-pop", Dramatic Blue lançou e executou a faixa "Tearfully Beautiful", produzido por Sweetune.
Em fevereiro de 2013, ele lançou uma música em dueto intitulada "선인장" (Cactus) com a cantora indie sul-coreana Lucia  é um cover de Epitone Project, a canção foi incluída como parte de um álbum de projeto especial "Re;code".

### 2014-15: Toheart de estreia e atividades individuais
Veja Também: Faixas de ToHeart
Em 20 de fevereiro de 2014, a SM Entertainment anunciou a formação de um unit especial chamada Toheart, consistindo de Woohyun e Key do SHINee. Um vídeo prólogo foi lançado no mesmo dia. Toheart debutou com seu primeiro mini-álbum e faixa-título "Delicious" em 10 de março, e fez sua estreia ao vivo em 12 de março através do MelOn Premiere Showcase.
Em abril de 2014, Woohyun foi lançado em um papel principal no drama Hi! School - Love On da KBS ao lado de Kim Sae-ron e do companheiro de grupo Lee Sung-yeol, interpretando o personagem Shin Woohyun. O drama foi ao ar uma vez por semana às sextas-feiras a partir de 11 julho - 19 dezembro de 2014. Ele lançou uma trilha sonora chamada "When Love Comes" para o drama Modern Farmer da SBS em 24 de outubro de 2014. Em Dezembro de 2014, Woohyun estreou como filme direto com direção curta-metragem de terror intitulada "홍콩에서 생긴일 (What Happened in Hong Kong)". Woohyun joga atualmente como um atacante para o clube de futebol de celebridades chamada "FC Men". Tendo jogado anteriormente para o FC One, foi recrutado para o FC Men no início de 2015. Fez a sua estreia no futebol com o FC Men em 17 de Maio de 2015, num jogo de caridade contra o Jeju United FC.

### 2016: Solo debut
Em 6 de abril de 2016, foi anunciado que Woohyun estava se preparando para fazer sua estreia como artista solo em maio. A primeira foto de teaser para seu álbum de estreia a solo "Write.." foi lançado em 27 de abril de 2016. Woohyun fez sua estreia oficial como artista solo com seu primeiro mini-álbum e faixa-título 끄덕 끄덕 (Still I Remember) Em 9 de maio de 2016.
Em junho de 2016, pela primeira vez em mais de três anos, Woohyun voltou como convidado em Immortal Song. Nesse episódio, Woohyun marcou 439 pontos, a maior pontuação do programa. Ele fez outra aparição no programa no mês seguinte.